# Quilograma por metro cúbico
O quilograma por metro cúbico é a unidade derivada do Sistema Internacional de Unidades para massa específica. Corresponde à massa de 1 kg que ocupa o espaço de 1 m³.

## Conversões
1 kg/m3 equivale a:
= 0.001 grama por centímetro cúbico|g/cm3 (exatamente)
≈ 0.06243 lb/ft3 (aproximadamente)
≈ 0.1335 oz/gal (aproximadamente)
1 g/cm3 = 1 000 kg/m3 = 1 000 000 g/m3 (exatamente)
1 lb/ft3 ≈ 16,02 kg/m3 (aproximadamente)
1 oz/gal ≈ 7,489 kg/m3 (aproximadamente)

## Relações com outras unidade de medida
O quilograma originalmente era baseado na massa de um litro (10-3 m3) de água, portanto a densidade da água é de cerca de 1 000 kg/m3 ou 1 g/cm3. Em química, a unidade mais utilizada para densidade é o g/cm3.